# Chocimów
Chocimów – wieś w Polsce, położona w województwie świętokrzyskim, w powiecie ostrowieckim, w gminie Kunów.
W latach 1954–1968 wieś należała i była siedzibą władz gromady Chocimów, po jej zniesieniu w gromadzie Kunów. W latach 1975–1998 miejscowość administracyjnie należała do województwa kieleckiego.
Miejscowość leży na trasie  zielonego szlaku rowerowego im. Witolda Gombrowicza.

## Integralne części wsi
| SIMC    | Nazwa         | Rodzaj    |
| ------- | ------------- | --------- |
| 0247060 | Chocimów-Dwór | część wsi |

## Historia wsi
W wieku XV wieś była własnością w części Biskupów krakowskich, mają tu trzu łany kmiece. W części zaś szlachty o nazwisku rodowym Okrzyca.
Dziesięcinę pobiera pleban z Kunowa.

## Zabytki
Park dworski z  I połowy XIX w., wpisany do rejestru zabytków nieruchomych (nr rej.: A.606 z 12.12.1957).